# Henryk Zalewski (duchowny)
Henryk Zalewski (ur. 1908, zm. ?) – polski duchowny rzymskokatolicki, major-kapelan Wojska Polskiego.

## Życiorys
Przed II wojną światową był związany ze Stronnictwem Pracy. Po wojnie sprawował pieczę duszpasterską nad kościołem garnizonowym Wojska Polskiego pw. Podwyższenia Krzyża Świętego w Jeleniej Górze. Był proboszczem parafii w Leśnicy, gdy w kwietniu 1953 ślubował na wierność Polskiej Rzeczypospolitej Ludowej i jej rządowi. Od 10 lipca 1957 był proboszczem parafii św. Michała Archanioła w Łagoszowie Wielkim.
Był autorem pomysłu założenia sekcji księży przy Związku Bojowników o Wolność i Demokrację, mającej roztaczać opiekę nad księżmi, którzy stracili zdrowie w walce z okupantem i potrzebują pomocy.

## Ordery i odznaczenia
- Krzyż Oficerski Orderu Odrodzenia Polski (19 lipca 1954)[5]
- Krzyż Kawalerski Orderu Odrodzenia Polski (17 czerwca 1950)[6]
- Medal za Warszawę 1939–1945 (17 stycznia 1946)[7]
- Medal 10-lecia Polski Ludowej (22 lipca 1955)[8]